# Stade Joseph-Moynat
 (mars 2025).
Si vous disposez d'ouvrages ou d'articles de référence ou si vous connaissez des sites web de qualité traitant du thème abordé ici, merci de compléter l'article en donnant les références utiles à sa vérifiabilité et en les liant à la section « Notes et références ».
Le stade Joseph-Moynat est un stade consacré au football et à l'athlétisme, situé à Thonon-les-Bains, dans le quartier la Grangette.

## Présentation
Construit en 1924, il doit son nom à Joseph Moynat, résistant de la Seconde Guerre mondiale.
Le stade abrite une salle de gymnastique, de musculation, d'entraînement... Il est utilisé comme lieu de compétition et de manifestation. Le club résidant est l'Thonon Évian Grand Genève Football Club.
C’est également au stade Joseph-Moynat qu’évolue le club de football américain des Black Panthers de Thonon, finaliste du  championnat de France Élite 2007 et 2009 et vainqueur en 2013, 2014 et 2019. Le club est également champion d’Europe en 2013 et 2017.
Le stade compte 3 600  places, dont 1 600 assises.
En 2009, un projet est mené : le stade aura une capacité de 12 000 places et un nouvel emplacement. Jugé trop ambitieux, notamment financièrement, ce projet ne verra jamais le jour.